# Предел Эддингтона
Преде́л Э́ддингтона (эддингтоновский предел) — величина мощности электромагнитного излучения, исходящего из недр звезды, при которой его давления достаточно для компенсации веса оболочек звезды, которые окружают зону термоядерных реакций, то есть звезда находится в состоянии равновесия: не сжимается и не расширяется. При превышении предела Эддингтона звезда начинает испускать сильный звёздный ветер.
Критическая (эддингтоновская) светимость — максимальная светимость звезды или другого небесного тела, определяющаяся условием равновесия гравитационных сил и давления излучения объекта.
Названы по имени английского астрофизика Артура Стенли Эддингтона.

## Критическая светимость в классическом (эддингтоновском) приближении
Критическая светимость определяется условием равновесия силы тяготения {\displaystyle F_{g}} и давления излучения {\displaystyle F_{r}}.
Обычно рассматривается равновесие водородной плазмы — наиболее типичный случай, так как водород составляет бо́льшую часть массы Вселенной. Количество электронов и протонов в каждом элементе плазмы ввиду её нейтральности можно считать одинаковым. Сила тяжести действует главным образом на протонную компоненту плазмы (масса протона почти в 2 тыс. раз больше массы электрона), а давление излучения — на электронную компоненту, однако сколько-нибудь существенное разделение зарядов в этих условиях невозможно ввиду возникновения очень мощных кулоновских сил, возвращающих плазму к нейтральному состоянию.
Сила тяжести {\displaystyle F_{g}}, действующая со стороны изотропного излучающего тела массы {\displaystyle M} на протон, находящийся на расстоянии {\displaystyle r} от источника, равна
{\displaystyle F_{g}={\frac {GMm_{p}}{r^{2}}},}
где {\displaystyle m_{p}} — масса протона.
Поток излучения {\displaystyle I} на этом расстоянии:
{\displaystyle I={\frac {L}{4\pi r^{2}}},}
где {\displaystyle L} — светимость источника.
Тогда сила {\displaystyle F_{r}}, действующая на электрон вследствие томсоновского рассеяния фотонов на электронах, равна
{\displaystyle F_{r}={\frac {I\sigma _{\text{T}}}{c}},}
где {\displaystyle \sigma _{\text{T}}} — томсоновское сечение рассеяния фотона на электроне:
{\displaystyle \sigma _{\text{T}}={\frac {8\pi }{3}}\left({\frac {e^{2}}{m_{e}c^{2}}}\right)^{2}.}
Таким образом, исходя из условия равновесия {\displaystyle F_{g}=F_{r}} и с учётом того, что электростатическое взаимодействие значительно сильнее гравитационного, то есть протон-электронные пары можно считать связанными, критическая светимость
{\displaystyle L_{\text{edd}}={\frac {4\pi GMm_{p}c}{\sigma _{\text{T}}}},}
или, если выразить массу объекта в массах Солнца M⊙, 
{\displaystyle L_{\text{edd}}=10^{38}{\frac {M}{M_{\odot }}}} эрг/с,
то есть критическая светимость зависит только от массы объекта и механизмов взаимодействия излучения с веществом.

## Отклонения от критической светимости и сверхкритическая аккреция
Фактически условие равновесия силы тяжести {\displaystyle F_{g}} и давления излучения {\displaystyle F_{r}} является условием возможности аккреции вещества на излучающий объект.
Однако в случае существенной неизотропности аккреции, например, в случае аккреционных дисков таких компактных объектов, как чёрные дыры и нейтронные звёзды, возможны ситуации, когда источником энергии является гравитационная энергия аккрецирующего вещества и темпы аккреции настолько высоки, что светимость превышает критическую. Для таких объектов характерно интенсивное истечение вещества из аккреционного диска, вызванное давлением излучения. Наиболее известным из таких объектов является SS 433, а также самая интенсивно светящаяся нейтронная звезда M82 X-2.